# Lerissa Henry
Lerissa Henry   (Kolonia, 18 d'agost de 1997) és una atleta dels Estats Federats de Micronèsia. Va competir en els Jocs Olímpics d'Estiu de 2016 en la carrera dels 100 metres llisos femení; el seu temps de 13,53 segons en la ronda preliminar no li va permetre classificar-se per a la primera ronda.